# Proszynskiana starobogatovi
Espèce
Proszynskiana starobogatovi est une espèce d'araignées aranéomorphes de la famille des Salticidae.

## Distribution
Cette espèce est endémique du Tadjikistan. Elle se rencontre vers Qurghonteppa.

## Description
La carapace du mâle holotype mesure 2,13 mm de long sur 1,40 mm et l'abdomen 1,85 mm de long sur 1,38 mm et la carapace de la femelle paratype mesure 2,55 mm de long sur 1,63 mm et l'abdomen 2,95 mm de long sur 2,25 mm.

## Étymologie
Cette espèce est nommée en l'honneur de Yaroslav Igorevich Starobogatov.

## Publication originale
- Logunov, 1996 : Salticidae of Middle Asia. 3. A new genus, Proszynskiana gen. n., in the subfamily Aelurillinae (Araneae, Salticidae). Bulletin of the British Arachnological Society, vol. 10, no 5, p. 171-177 (texte intégral).